# مايزيريس (باد كاليه)
مايزيريس، باد كاليه (بالفرنسية: Maizières, Pas-de-Calais)‏ هي بلدية تقع في إقليم باد كاليه من منطقة نور با دو كاليه في شمال فرنسا. تبلغ مساحة هذه المدينة 6.86 (كم²)، وترتفع عن سطح البحر 145 م، يبلغ عدد سكانها 167 نسمة حسب إحصاء المعهد الوطني للإحصاء والدراسات الاقتصادية سنة 2009 م. وترأس Raymond Lavigne البلدية خلال فترة (2008-2014).